# 泰勒 (亚利桑那州)
泰勒（英文：Taylor），是美国亚利桑那州纳瓦霍县下属的一座城市。面积约为32.67平方英里（约合84.6平方公里）。根据2010年美国人口普查，该市有人口4,112人，人口密度为125.9/平方英里。在建制上，该市属于“Town”。